# Monstrosostea solivaga
Monstrosostea solivaga is een keversoort uit de familie ruighaarkevers (Dryopidae). De wetenschappelijke naam van de soort werd in 2000 gepubliceerd door Kodada & Boukal.